# NGC 2929
NGC 2929 je galaksija u zviježđu Lavu.

## Vanjske poveznice
- SEDS: NGC 2929